# Bitka pri Ivryju
Bitka pri Ivyrju se je zgodila 14. marca 1590 v sklopu dogodkov Francoskih verskih vojn. Bitka se je odvijala med angleškimi in francoskimi silami na eni in španskimi ter katoliškimi silami na drugi strani. 
Bitka se je končala z zanesljivo zmago Francozov in Britancev, saj so zmagali skoraj brez izgub, medtem ko je nasprotnik izgubil okoli 6000 vojakov, 4000 pa jih je bilo zajetih.
Bitka se je dogajala približno 50 kilometrov od Pariza, na poljanah ob reki Eure. Bitka je dobila ime po naselju Ivry, zraven katerega se je odvijala.